# Diskografija Avril Lavigne
Diskografija Avril Lavigne, kanadske pevke in tekstopiske, vključuje štiri glasbene albume, štiri EP-je, petnajst singlov, šestnajst videospotov in več soundtrackov ter dobrodelnih singlov.
Avril Lavigne so odkrili med nastopanjem na nekem glasbenem festivalu v njenem rojstnem mestu, Napaneeju, Ontario. Pogodbo s svojo prvo glasbeno založbo je podpisala pri šestnajstih, leta 2000, njen debitantski glasbeni album, Let Go, pa je izšel junija 2002 in takoj zasedel drugo mesto na glasbeni lestvici Billboard 200. Album je po svetu prodal več kot 17 milijonov izvodov in prejel šestkratno platinasto certifikacijo s strani organizacije RIAA. Prvi singl z albuma, »Complicated,« je zasedel prvo mesto na avstralski in drugo mesto na ameriške lestvice. Naslednja dva singla, »Sk8er Boi« in »I'm with You,« sta zasedla eno izmed prvih desetih mest na skoraj vseh lestvicah, na katere sta se uvrstila. Maja 2004 je Avril Lavigne izdala svoj naslednji glasbeni album, Under My Skin, ki je debitiral na prvem mestu ameriške, avstralske, mehiške, kanadske, japonske in britanske lestvice, zaenkrat pa je po svetu prodal več kot 10 milijonov izvodov. Pesem »My Happy Ending,« drugi uspešnejši singl z albuma, je zasedel eno izmed prvih desetih mest na ameriški lestvici. Leta 2007 je Avril Lavigne izdala še svoj tretji glasbeni album, The Best Damn Thing. Ta album je postal njen drugi glasbeni album, ki je zasedel prvo mesto na lestvici Billboard 200, preko albuma pa je izšel njen zaenkrat najuspešnejši singl, »Girlfriend,« ki je zasedla prvo mesto na ameriški glasbeni lestvici. Ostali trije singli z albuma niso bili tako uspešni.
Marca 2011 je Avril Lavigne izdala svoj četrti glasbeni album, Goodbye Lullaby. Glavni singl z albuma, pesem »What the Hell,« je zasedel eno izmed prvih desetih mest na štirih lestvicah. Album Goodbye Lullaby je zaenkrat prodal 1,5 milijonov izvodov. Drugi singl z albuma, »Smile,« je izšel maja, tretji, »Wish You Were Here,« pa septembra 2011.
Avril Lavigne je napisala pesmi za razne filmske soundtracke, in sicer za filme, kot so American Wedding, Melanie se poroči in Princeskin dnevnik 2: Kraljevska zaroka. Nekatere pesmi so bile vključene tudi na njene albume. Pesem »Keep Holding On,« ki jo je napisala za film Eragon, je izšla preko njenega albuma The Best Damn Thing, pesem »Alice,« ki jo je napisala za film Alica v Čudežni deželi, pa preko albuma Goodbye Lullaby. Avril Lavigne je preko dobrodelnih albumov izdala tudi lastno različico pesmi »Imagine« Johna Lennona in pesmi »Knockin' on Heaven's Door« Boba Dylana.

## Albumi

### Studijski albumi
| Naslov                                          | Detajli albuma                                                  | Dosežki | Dosežki    | Dosežki  | Dosežki | Dosežki | Dosežki    | Dosežki        | Dosežki | Dosežki             | Dosežki                 | Certifikacije |
| Naslov                                          | Detajli albuma                                                  | Kanada  | Avstralija | Francija | Nemčija | Irska   | Nizozemska | Nova Zelandija | Švedska | Združeno kraljestvo | Združene države Amerike | Certifikacije |
| ----------------------------------------------- | --------------------------------------------------------------- | ------- | ---------- | -------- | ------- | ------- | ---------- | -------------- | ------- | ------------------- | ----------------------- | --- |
| Let Go                                          | - Izid: 4. junij 2002 - Založba: Arista - Format: CD            | 1       | 1          | 13       | 2       | 1       | 4          | 1              | 6       | 1                   | 2                       | - Kanada: Diamantna - Avstralija: 7× platinasta - Združeno kraljestvo: 5× platinasta - Združene države Amerike: 6× platinasta |
| Under My Skin                                   | - Izid: 24. maj 2004 - Založba: Arista - Format: CD, digitalno  | 1       | 1          | 4        | 1       | 1       | 13         | 7              | 14      | 1                   | 1                       | - Kanada: 5× platinasta - Avstralija: Platinasta - Velika Britanija: Platinasta - Združene države Amerike: 3× platinasta      |
| The Best Damn Thing                             | - Izid: 17. april 2007 - Založba: RCA - Format: CD, digitalno   | 1       | 2          | 3        | 1       | 1       | 8          | 2              | 6       | 1                   | 1                       | - Kanada: 2× platinasta - Avstralija: 2× platinasta - Velika Britanija: platinasta - Združene države Amerike: platinasta      |
| Goodbye Lullaby                                 | - Izid: 2. marec 2011 - Založba: RCA - Format: CD, digitalno    | 2       | 1          | 4        | 4       | 12      | 11         | 7              | 10      | 9                   | 4                       | - Avstralija: Zlata |
| Avril Lavigne                                   | - Izid: 5. november 2013 - Založba: RCA - Format: CD, digitalno |         |            |          |         |         |            |                |         |                     |                         | |
| Head Above Water                                | - Izid: 15. februar 2019 - Založba: BMG - Format: CD, digitalno |         |            |          |         |         |            |                |         |                     |                         | |
| Love Sux                                        | - Izid: 25. februar 2022 - Založba: DTA - Format: CD, digitalno |         |            |          |         |         |            |                |         |                     |                         | |
| »—« pomeni, da se na lestvico album ni uvrstil. |                                                                 |         |            |          |         |         |            |                |         |                     |                         | |

### EP-ji
| Leto | Detajli albuma |
| ---- | --- |
| 2002 | Angus Drive - Izid: 1. maj 2002 - Format: CD - Promocijski EP za album Let Go                                                                  |
| 2003 | Try to Shut Me Up - Izid: 27. maj 2003 - Format: Digitalno                                                                                     |
| 2004 | Live Acoustic - Izid: 1. julij 2004 - Format: CD, digitalno                                                                                    |
| 2008 | Control Room – Live - Izid: 15. april 2008 - Format: Digitalno - Posneli v živo 16. oktobra 2007 pri gledališču Roxy, Los Angeles, Kalifornija |

## Singli
| Naslov                                          | Leto | Dosežki | Dosežki    | Dosežki  | Dosežki  | Dosežki | Dosežki | Dosežki        | Dosežki | Dosežki             | Dosežki                 | Certifikacije | Album               |
| Naslov                                          | Leto | Kanada  | Avstralija | Avstrija | Francija | Nemčija | Irska   | Nova Zelandija | Švedska | Združeno kraljestvo | Združene države Amerike | Certifikacije | Album               |
| ----------------------------------------------- | ---- | ------- | ---------- | -------- | -------- | ------- | ------- | -------------- | ------- | ------------------- | ----------------------- | --- | ------------------- |
| »Complicated«                                   | 2002 | 21      | 1          | 2        | 21       | 3       | 3       | 1              | 2       | 3                   | 2                       | - Avstralija: 2× Platinasta - Kanada: Platinasta - Združene države Amerike: Platinasta                                    | Let Go              |
| »Sk8er Boi«                                     | 2002 | 29      | 3          | 7        | 28       | 18      | 1       | 2              | 12      | 8                   | 10                      | - Avstralija: Platinasta - Združene države Amerike: Platinasta                                                            | Let Go              |
| »I'm with You«                                  | 2002 | 18      | —          | 13       | 34       | 13      | 5       | 5              | 11      | 7                   | 4                       | - Združene države Amerike: Platinasta                                                                                     | Let Go              |
| »Losing Grip«                                   | 2003 | —       | 20         | 40       | —        | 43      | 18      | —              | —       | 22                  | 64                      | - Združene države Amerike: Zlata                                                                                          | Let Go              |
| »Don't Tell Me«                                 | 2004 | 5       | 10         | 12       | 53       | 10      | 9       | 15             | 30      | 5                   | 22                      | - Avstralija: Zlata - Združene države Amerike: Zlata                                                                      | Under My Skin       |
| »My Happy Ending«                               | 2004 | 11      | 6          | 8        | 39       | 17      | 7       | —              | 11      | 5                   | 9                       | - Avstralija: Zlata - Združene države Amerike: Platinasta                                                                 | Under My Skin       |
| »Nobody's Home«                                 | 2004 | 4       | 24         | 20       | 24       | 29      | 19      | —              | —       | 24                  | 41                      | - Kanada: Platinasta - Združene države Amerike: Zlata                                                                     | Under My Skin       |
| »He Wasn't«                                     | 2005 | 95      | 25         | 35       | —        | 29      | 35      | 38             | —       | 23                  | —                       | | Under My Skin       |
| »Keep Holding On«                               | 2006 | 14      | —          | —        | —        | —       | —       | —              | —       | 175                 | 17                      | - Kanada: 2× platinasta - Združene države Amerike: Platinasta                                                             | Eragon              |
| »Girlfriend«                                    | 2007 | 1       | 1          | 1        | 2        | 3       | 1       | 1              | 1       | 2                   | 1                       | - Avstralija: 4× platinasta - Kanada: 2× platinasta - Nova Zelandija: Platinasta - Združene države Amerike: 3× platinasta | The Best Damn Thing |
| »When You're Gone«                              | 2007 | 8       | 4          | 10       | 17       | 17      | 4       | 26             | 8       | 3                   | 24                      | - Avstralija: Platinasta - Združene države Amerike: Zlata                                                                 | The Best Damn Thing |
| »Hot«                                           | 2007 | 10      | 14         | 17       | —        | 26      | 19      | 30             | 53      | 30                  | 95                      | - Avstralija: Zlata | The Best Damn Thing |
| »The Best Damn Thing«1                          | 2008 | 76      | —          | 51       | —        | 64      | —       | —              | —       | —                   | 107                     | | The Best Damn Thing |
| »Alice«                                         | 2010 | 51      | 39         | 19       | —        | 27      | —       | —              | —       | 59                  | 71                      | | Almost Alice        |
| »What the Hell«                                 | 2011 | 8       | 6          | 20       | 18       | 21      | 30      | 5              | 51      | 16                  | 11                      | - Avstralija: 2× platinasta - Nova Zelandija: zlata                                                                       | Goodbye Lullaby     |
| »Smile«                                         | 2011 | 59      | 25         | 37       | —        | 40      | —       | 30             | —       | 189                 | 68                      | - Avstralija: Zlata | Goodbye Lullaby     |
| »Wish You Were Here«                            | 2011 | 64      | 18         | —        | —        | —       | —       | 25             | —       | —                   | 99                      | | Goodbye Lullaby     |
| »—« pomeni, da se na lestvico singl ni uvrstil. |      |         |            |          |          |         |         |                |         |                     |                         | |                     |

Opombe
1Pesem The Best Damn Thing se ni uvrstila na lestvico Billboard Hot 100, kljub temu pa je zasedla sedmo mesto na lestvici Billboard Bubbling Under Hot 100 Singles.

### Nesamostojni singli
| Naslov                                                         | Leto | Dosežki | Dosežki          | Album                         |
| Naslov                                                         | Leto | Kanada  | Velika Britanija | Album                         |
| -------------------------------------------------------------- | ---- | ------- | ---------------- | ----------------------------- |
| »Wavin' Flag« (skupaj z ostalimi mladimi ustvarjalci za Haiti) | 2010 | 1       | 104              | Dobrodelni singl              |
| »Best Years of Our Lives« (skupaj z Evanom Taubenfeldom)       | 2011 | —       | —                | Welcome to the Blacklist Club |

### Ostale uspešnejše pesmi
| Naslov                                           | Leto | Dosežki | Dosežki        | Dosežki          | Dosežki                 | Album               |
| Naslov                                           | Leto | Kanada1 | Nova Zelandija | Velika Britanija | Združene države Amerike | Album               |
| ------------------------------------------------ | ---- | ------- | -------------- | ---------------- | ----------------------- | ------------------- |
| »Mobile«                                         | 2004 | —       | 26             | —                | —                       | Let Go              |
| »Fall to Pieces«2                                | 2005 | 7       | —              | —                | 106                     | Under My Skin       |
| »Innocence«3                                     | 2007 | 59      | —              | 190              | 116                     | The Best Damn Thing |
| »Runaway«4                                       | 2007 | —       | —              | —                | 111                     | The Best Damn Thing |
| »—« pomeni, da se na lestvico pesem ni uvrstila. |      |         |                |                  |                         |                     |

Opombe
1Podatki so bili dostopni na spletni strani podjetja BDS Airplay pred 7. junijem 2007; podatki so dostopni na spletni strani lestvice Billboard Canadian Hot 100 po 7. juniju 2007.
2Pesem »Fall to Pieces« se ni uvrstila na lestvico Billboard Hot 100, vendar je zasedla šesto mesto na lestvici Billboard Bubbling Under Hot 100.
3Pesem »Innocence« se ni uvrstila na lestvico Billboard Hot 100, vendar je zasedla šestnajsto mesto na lestvici Billboard Bubbling Under Hot 100 Singles.
4Pesem »Runaway« se ni uvrstila na lestvico Billboard Hot 100, vendar je zasedla enajsto mesto na lestvici Billboard Bubbling Under Hot 100 Singles.

## Videografija

### Video albumi
| Naslov                               | Detajli albuma                                                 | Opombe |
| ------------------------------------ | -------------------------------------------------------------- | --- |
| My World                             | - Izid: 3. november 2003 - Založba: Arista - Format: DVD       | - Film njenega koncerta v Buffalu, New York, dela turneje Try to Shut Me Up Tour.                                       |
| Live at Budokan: Bonez Tour          | - Izid: 7. december 2005 - Založba: BMG Japan - Format: DVD    | - Izdan samo na Japonskem. je film koncerta v živo v areni Nippon Budokan med njeno turnejo Bonez Tour.                 |
| The Best Damn Tour - Live in Toronto | - Izid: 9. september 2008 - Založba: RCA Records - Format: DVD | - DVD, ki so ga posneli v živo na koncertu v centru Air Canada v Torontu, Kanada, med njeno turnejo The Best Damn Tour. |

### Videospoti
| Naslov                      | Leto | Režiser(ji)      |
| --------------------------- | ---- | ---------------- |
| »Complicated«               | 2002 | The Malloys      |
| »Sk8er Boi«                 | 2002 | Francis Lawrence |
| »I'm with You«              | 2002 | David LaChapelle |
| »Losing Grip«               | 2003 | Liz Friedlander  |
| »Knockin' on Heaven's Door« | 2003 | Marc Lostracco   |
| »Don't Tell Me«             | 2004 | Liz Friedlander  |
| »My Happy Ending«           | 2004 | Meiert Avis      |
| »Nobody's Home«             | 2004 | Diane Martel     |
| »He Wasn't«                 | 2005 | The Malloys      |
| »Girlfriend«                | 2007 | The Malloys      |
| »When You're Gone«          | 2007 | Marc Klasfeld    |
| »Girlfriend« (remix)        | 2007 | R. Malcolm Jones |
| »Hot«                       | 2007 | Matthew Rolston  |
| »The Best Damn Thing«       | 2008 | Wayne Isham      |
| »Alice«                     | 2010 | Dave Meyers      |
| »What the Hell«             | 2011 | Marcus Raboy     |
| »Smile«                     | 2011 | Shane Drake      |
| »Wish You Were Here«        | 2011 | Dave Meyers      |

## Ostale pesmi
Teh pesmi Avril Lavigne ni uradno izdala, vendar je sodelovala pri ustvarjanju slednjih.
| Leto | Pesem                                        | Album                                                |
| ---- | -------------------------------------------- | ---------------------------------------------------- |
| 1999 | »Touch the Sky«                              | Quinte Spirit                                        |
| 2000 | »Temple of Life«                             | My Window to You                                     |
| 2000 | »Two Rivers«                                 | My Window to You                                     |
| 2002 | »Falling Down«                               | Melanie se poroči (soundtrack)                       |
| 2003 | »I Don't Give«                               | American Wedding (soundtrack)                        |
| 2003 | »Knockin' on Heaven's Door«                  | Warchild: Hope                                       |
| 2003 | »O Holy Night« (skupaj s Chantal Kreviazuk)  | Maybe This Christmas Too?                            |
| 2004 | »I Always Get What I Want«                   | Princeskin dnevnik 2: Kraljevska zaroka (soundtrack) |
| 2004 | »Tematska pesem filma SpongeBob SquarePants« | The SpongeBob SquarePants Movie (soundtrack)         |
| 2007 | »Imagine«                                    | Instant Karma                                        |
| 2007 | »The Scientist« (v živo)                     | Radio 1's Live Lounge – Volume 2                     |
| 2011 | »Tik Tok« (v živo)                           | Radio 1's Live Lounge – Volume 6                     |